# Mastogenius manglaraltoensis
Mastogenius manglaraltoensis – gatunek chrząszcza z rodziny bogatkowatych i podrodziny Polycestinae.
Gatunek ten został opisany w 1986 przez Garyego Manleya na podstawie parki okazów z Manglaralto.
Chrząszcz o silnie błyszczącym, prawie prostokątnym w obrysie ciele długości 2,3 mm. Ubarwienie jednolite, ciemnobrązowe z miedzianym połyskiem. Na przedzie głowy ma szerokie i płytkie, podłużne wgłębienie z dołkiem pośrodku. Powierzchnia głowy grubo punktowana i granulowana. Przedplecze dwukrotnie szersze niż długie, węższe z przodu niż u nasady. Boczne brzegi przedplecza łukowato rozbieżne od kątów przednich do ¼ długości, po czym równoległe do ¾ długości i dalej łukowato zbieżne ku tępym kątom tylnym. Pokrywy do połowy długości wyniesione, dalej silnie opadające. Boki pokryw od kątów barkowych do połowy długości prawie równoległe, w okolicy ⅔ nieco rozszerzone, a dalej łukowato zbieżne ku osobno ściętym wierzchołkom. Punktowanie pokryw jednolite i płytkie.
Owad neotropikalny, znany tylko z ekwadorskiej prowincji Guayas.